# البرونزيات الطقسية الصينية

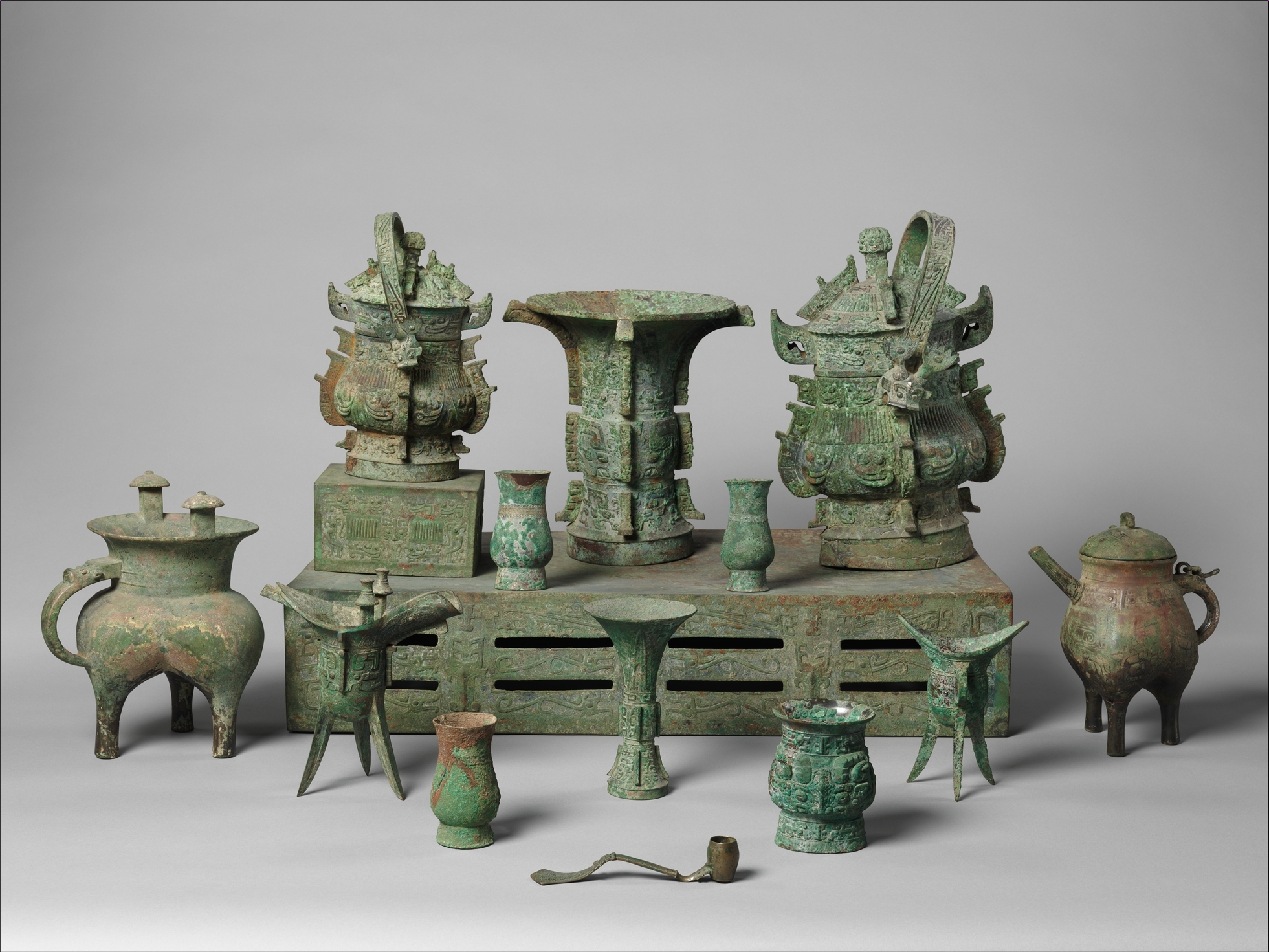
مجموعة متنوعة من أواني النبيذ حول مذبح، تشو الغربية - متحف متروبوليتان للفنون.

منذ حوالي عام ١٦٥٠ قبل الميلاد، وُضعت أوانٍ برونزية مزخرفة بإتقان كمرفقات جنائزية في مقابر الملوك والنبلاء خلال العصر البرونزي الصيني. وقد عثرت الحفريات الموثقة على أكثر من ٢٠٠ قطعة في مقبرة ملكية واحدة. كانت تُصنع لفرد أو مجموعة اجتماعية لاستخدامها في تقديم قرابين طقسية من الطعام والشراب لأسلافهم أو لآلهة أو أرواح أخرى. وكانت هذه المراسم تُقام عادةً في معابد عائلية أو قاعات احتفالية فوق المقابر. ويمكن اعتبار هذه المراسم مآدب طقسية يشارك فيها أفراد العائلة الأحياء والأموات على حد سواء. وقد حُفظت تفاصيل هذه المراسم الطقسية في السجلات الأدبية المبكرة. وعند وفاة صاحب قطعة برونزية طقسية، كانت تُوضع غالبًا في قبره، حتى يتمكن من مواصلة تقديم احتراماته في الحياة الآخرة؛ كما صُنعت أمثلة أخرى خصيصًا كمواد جنائزية. في الواقع، تم استخراج العديد من الأمثلة الباقية من القبور.
على الأرجح، لم تُستخدم البرونزيات في الأكل والشرب العاديين؛ بل تُمثل نسخًا أكبر وأكثر تفصيلًا من أنواع الأواني المستخدمة لذلك، ومصنوعة من مواد ثمينة. كما لا تزال العديد من أشكالها محفوظة في الفخار، واستمرت صناعة نسخ الفخار بروح عتيقة حتى العصر الحديث. وإلى جانب أواني المائدة، صُنعت الأسلحة وبعض الأشياء الأخرى بأشكال طقسية خاصة. ومن بين الأشياء الطقسية الأخرى تلك المصنوعة من اليشم، بما في ذلك الأسلحة، والذي كان على الأرجح الأكثر قيمة، والذي استُخدم لفترة طويلة في صنع الأدوات والأسلحة الطقسية، منذ حوالي عام 4500 قبل الميلاد.
في البداية على الأقل، ربما كان إنتاج البرونز تحت سيطرة الحاكم، الذي كان يعطي المعدن غير المشكل لنبلائه كعلامة على التفضيل. تم وصف تقنية إنتاج البرونز في كتاب كاو جونج جي، الذي تم تجميعه في وقت ما بين القرنين الخامس والثالث قبل الميلاد.